# 派潭河
派潭河位于中国广东省广州市增城区境内，是增江右岸支流，发源于增城区派潭镇北端南昆山马坑嶂，蜿蜒向南流经大封门水库、背阴村、东洞村、派潭镇城区、湾吓村、小楼镇庙潭村和正果镇花园村，最终于小楼镇西元村大楼山与二龙河共同汇入增江。干流长36千米，流域面积357.5平方千米。年均径流量4.47亿立方米。